# Opius caucasi
Opius caucasi (лат.) — вид паразитических наездников рода Opius из семейства Braconidae (Opiinae). Иран, Россия (Сочи и Дальний Восток), Турция, Япония. Мелкие наездники (длина от 1,3 до 1,5 мм). От близких видов отличается следующими признаками: длина первого членика жгутика в 4 раза больше ширины, стернаули узкие, проподеум морщинистый, мезонотум без средне-заднего мезоскутального углубления. В усиках 24-26 члеников. Среди хозяев отмечены мухи из семейства Agromyzidae: Chromatomyia horticola (Goureau, 1851). Вид был впервые описан в 1986 году российским энтомологом Владимиром Ивановичем Тобиасом (Санкт-Петербург, Россия). Включён в состав подрода Gastrosema.